# Lista de rodovias estaduais do Ceará
O Estado do Ceará conta atualmente, segundo dados disponibilizados pela Superintendência de Obras Públicas do Ceará (SOP), com 12.658,6 Km de rodovias estaduais, sendo 8.513,3 Km de rodovias pavimentadas simples, 598,4 Km de rodovias pavimentadas duplas e 3.546,9 Km de rodovias não pavimentadas.
Segundo a SOP, ainda está planejada a construção de mais 1.217,4 Km de rodovias em todo o estado, chegando a uma malha total de 13.876 Km de rodovias estaduais.

## Qualidade da malha rodoviária estadual
A mensuração da qualidade da malha rodoviária estadual do Ceará é realizada por meio do Levantamento Visual Contínuo (LVC), realizado anualmente entre agosto e novembro. O levantamento utiliza um sistema de coleta de dados automática através de um veículo que percorre a extensão de todas as CEs. Durante o procedimento também é realizado o Levantamento Georreferenciado e Fotográfico (LGF) das vias sob jurisdição do Estado, gerando assim uma compilação de fotos de alta resolução, tanto do pavimento quanto da plataforma da rodovia.
Um engenheiro treinado faz os registros a bordo do veículo, que é equipado com hodômetro digital previamente calibrado, GPS, câmeras de alta definição para registro de imagens panorâmicas e uma câmera específica para registro do pavimento, captando de forma mais detalhada possíveis defeitos no revestimento asfáltico.
Segundo os números do LVC de 2023, 95,24% da malha viária cearense apresenta qualidade boa ou regular. Entre os 9.111,7 km de estradas pavimentadas, 81,72% figuraram no conceito “bom”, 13,52% foram avaliadas como “regular” e outros 4,76% estão com conceito “ruim ou péssimo”. Sendo este último o menor percentual dos últimos 20 anos.

## Distritos Operacionais
Os Distritos Operacionais (D.Os) são unidades organizacionais da SOP localizadas na Região Metropolitana de Fortaleza e no Interior do Estado com o objetivo de melhor cumprir as atribuições da Superintendência no tocante a construção e manutenção de edificações, rodovias, aeródromos e aeroportos públicos da sua jurisdição.
Às equipes de 11 D.Os cabe, entre outras atividades, acompanhar contratos; fiscalizar projetos e obras; coordenar o recebimento final de obras e serviços dentro dos critérios e diretrizes oficiais. A unidade também tem competência para receber solicitações de demandas das comunidades, prefeituras e órgãos públicos e submetê-las, através da devida diretoria, à Superintendência da SOP.
| Municípios atendidos em cada Distrito Operacional | Municípios atendidos em cada Distrito Operacional | Municípios atendidos em cada Distrito Operacional |
| ------------------------------------------------- | ------------------------------------------------- | --- |
| Número do Distrito Operacional (D.O)              | Nome do Distrito Operacional (D.O)                | Municípios que compõe o Distrito Operacional (D.O) |
| 01                                                | Região Metropolitana de Fortaleza                 | Aquiraz, Beberibe, Cascavel, Caucaia, Eusébio, Fortaleza, Guaiúba, Itaitinga, Maracanaú, Maranguape, Pacatuba, Pindoretama, São Gonçalo do Amarante. |
| 02                                                | Aracoiaba                                         | Acarape, Aracoiaba, Aratuba, Barreira, Baturité, Capistrano, Caridade, Choró, Chorozinho, Guaramiranga, Horizonte, Ibaretama, Ibicuitinga, Itapiúna, Mulungu, Ocara, Pacajus, Pacoti, Palmácia, Quixadá, Redenção.                                                        |
| 03                                                | Itapipoca                                         | Acaraú, Amontada, Apuiarés, Bela Cruz, Cruz, General Sampaio, Irauçuba, Itapagé, Itapipoca, Itarema, Marco, Miraíma, Morrinhos, Paracuru, Paraipaba, Pentecoste, São Luís do Curu, Tejuçuoca, Trairi, Tururu, Umirim, Uruburetama.                                        |
| 04                                                | Limoeiro do Norte                                 | Alto Santo, Aracati, Ererê, Fortim, Icapuí, Iracema, Itaiçaba, Jaguaretama, Jaguaribara, Jaguaribe, Jaguaruana, Limoeiro do Norte, Morada Nova, Palhano, Pereiro, Potiretama, Quixeré, Russas, São João do Jaguaribe, Tabuleiro do Norte.                                 |
| 05                                                | Santa Quitéria                                    | Canindé, Carnaubal, Catunda, Croatá, Guaraciaba do Norte, Hidrolândia, Ibiapina, Ipu, Itatira, Paramoti, Pires Ferreira, Reriutaba, Santa Quitéria, São Benedito, Ubajara, Varjota.                                                                                       |
| 06                                                | Quixeramobim                                      | Boa Viagem, Banabuiú, Deputado Irapuan Pinheiro, Madalena, Milhã, Mombaça, Monsenhor Tabosa, Piquet Carneiro, Quixeramobim, Senador Pompeu, Solonópole, Pedra Branca. |
| 07                                                | Sobral                                            | Alcântaras, Barroquinha, Camocim, Cariré, Chaval, Coreaú, Forquilha, Frecheirinha, Graça, Granja, Groaíras, Jijoca de Jericoacoara, Martinópole, Massapê, Meruoca, Moraújo, Mucambo, Pacujá, Santana do Acaraú, Senador Sá, Sobral, Tianguá, Uruoca, Viçosa do Ceará.     |
| 08                                                | Crateús                                           | Ararendá, Crateús, Independência, Ipaporanga, Ipueiras, Nova Russas, Novo Oriente, Poranga, Tamboril. |
| 09                                                | Iguatu                                            | Acopiara, Baixio, Cariús, Cedro, Icó, Iguatu, Ipaumirim, Jucás, Lavras da Mangabeira, Orós, Quixelô, Saboeiro, Umari, Várzea Alegre. |
| 10                                                | Crato                                             | Abaiara, Altaneira, Araripe, Assaré, Aurora, Barbalha, Barro, Brejo Santo, Caririaçu, Crato, Farias Brito, Granjeiro, Jardim, Jati, Juazeiro do Norte, Mauriti, Milagres, Missão Velha, Nova Olinda, Penaforte, Porteiras, Potengi, Salitre, Santana Do Cariri, Tarrafas. |
| 11                                                | Tauá                                              | Aiuaba, Antonina do Norte, Arneiroz, Campos Sales, Catarina, Parambu, Quiterianópolis, Tauá. |

## Rodovias Estaduais

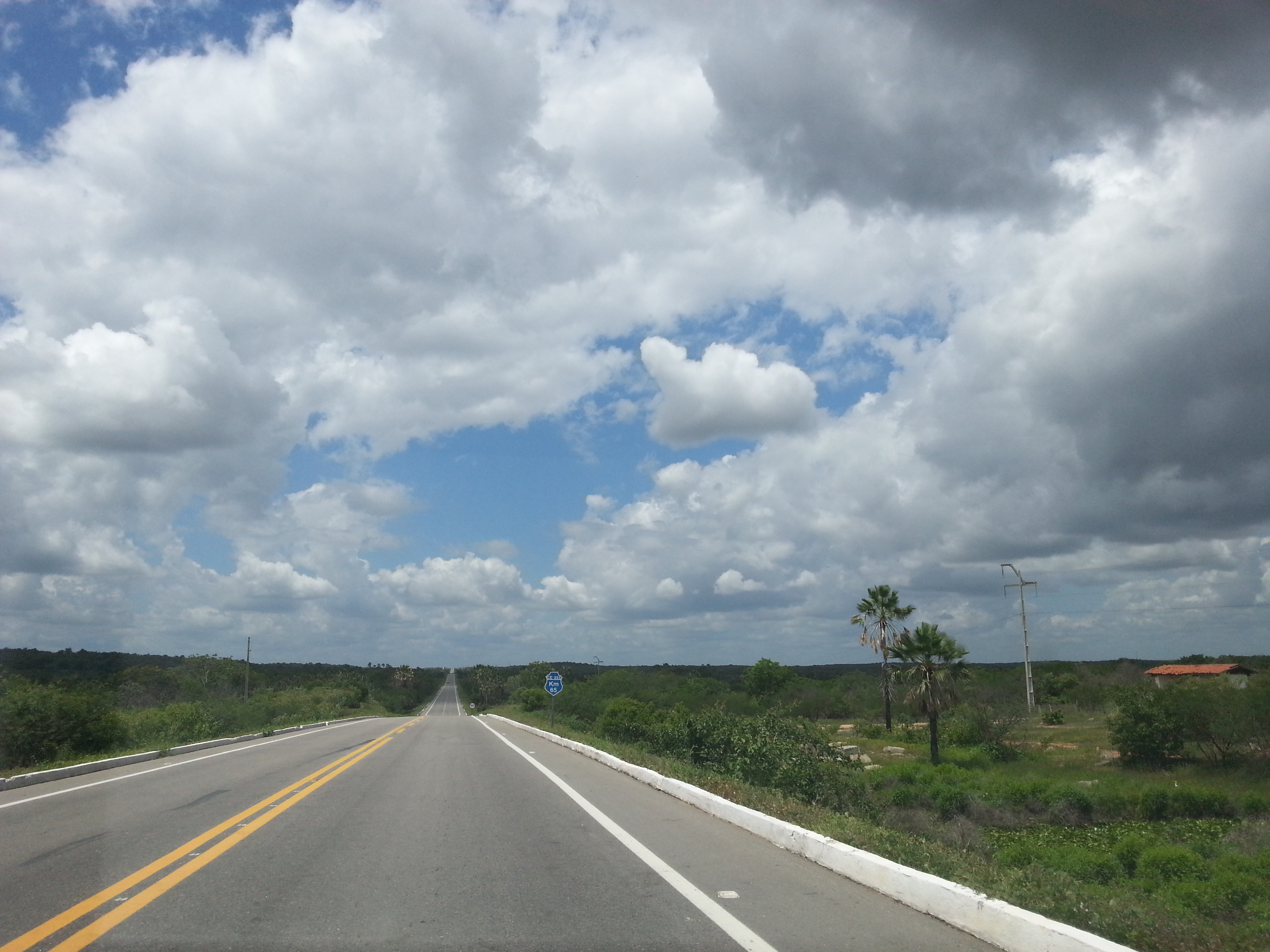
Trecho da Rodovia CE-265 entre Morada Nova e Limoeiro do Norte

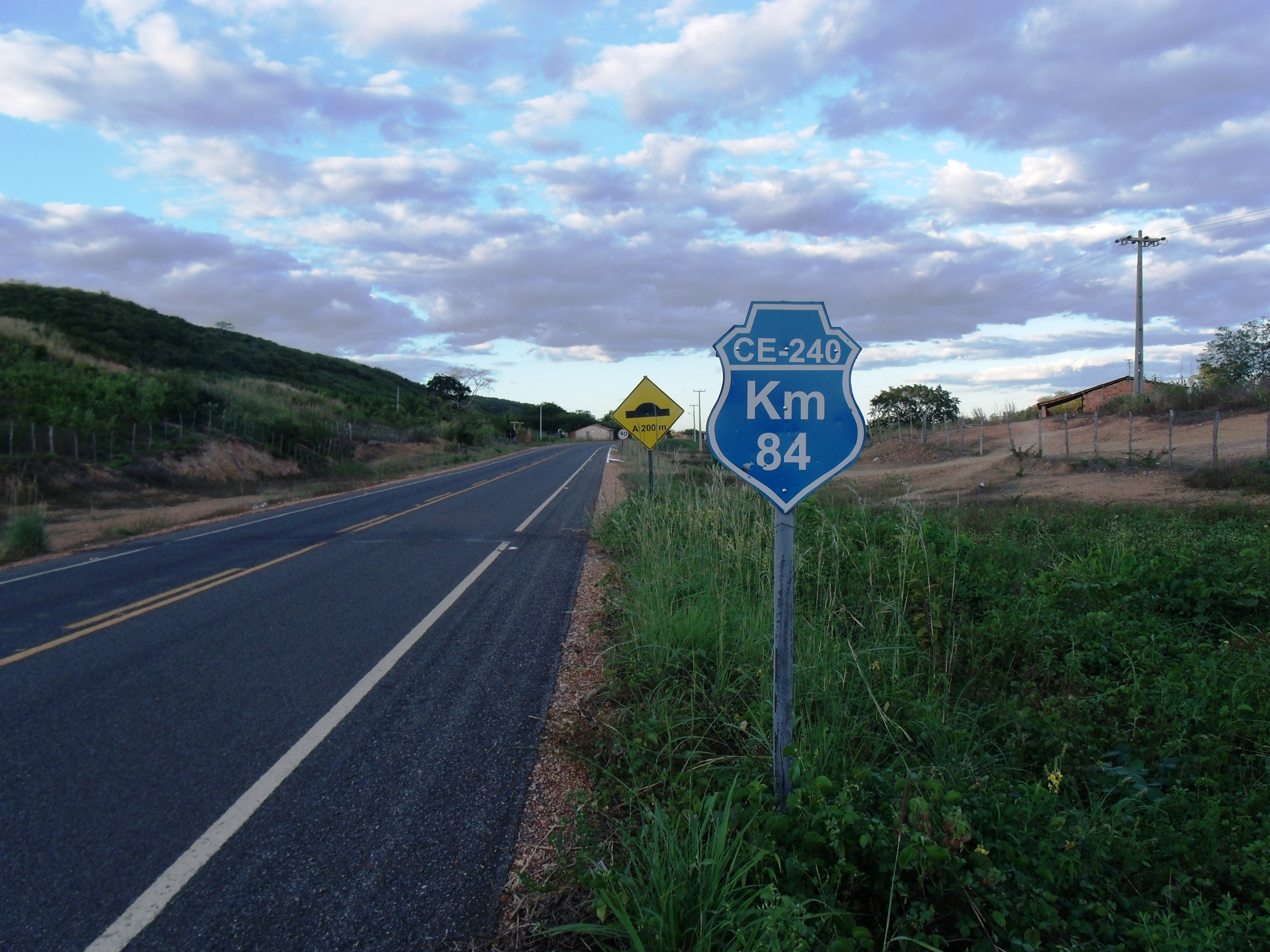
Trecho com placa do Km 84 da rodovia CE-240 em Coreaú

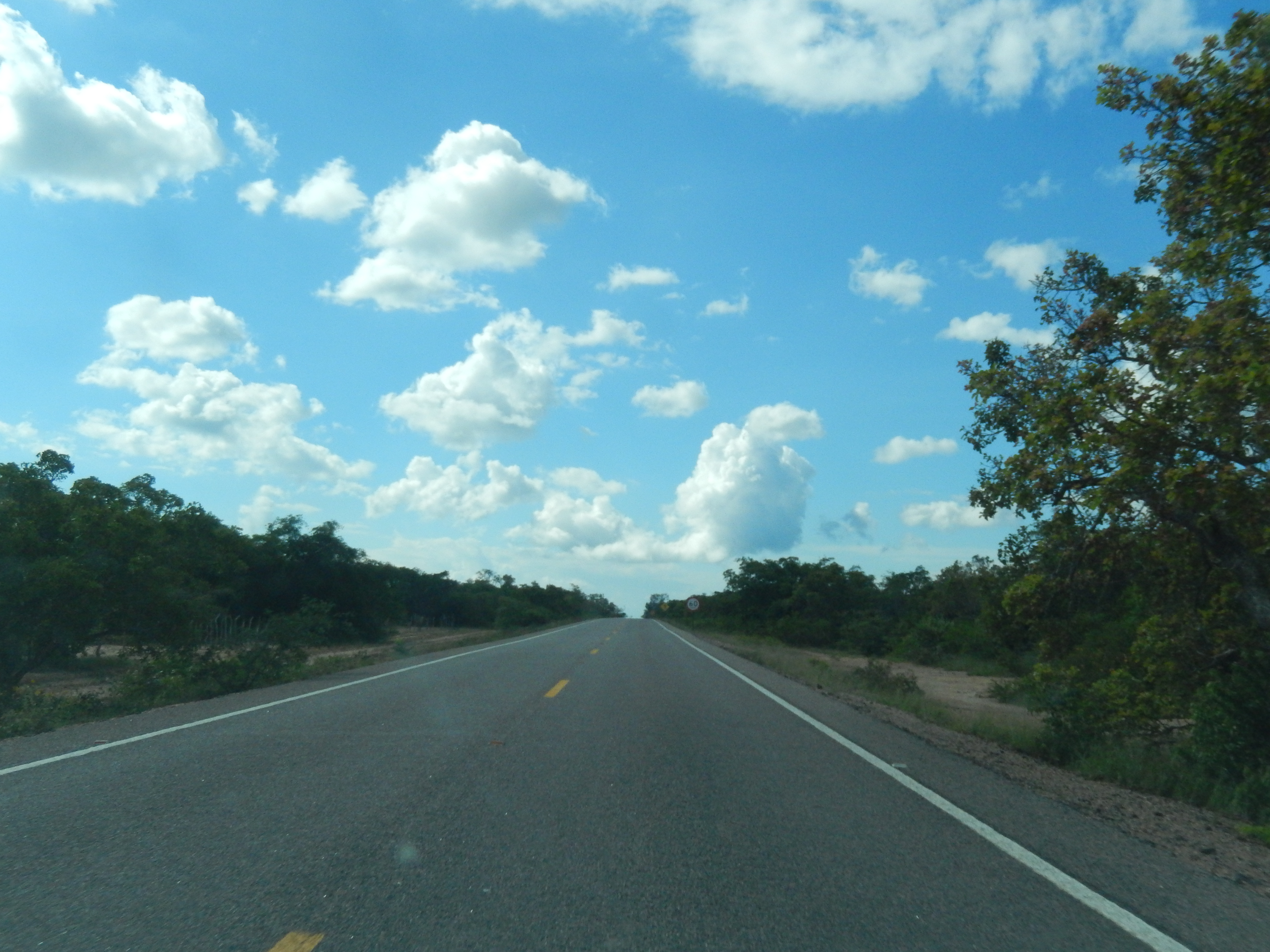
Rodovia CE-060 na Chapada do Araripe

## Rodovias Estaduais[17][18]
- CE-010
- CE-025
- CE-040
- CE-060
- CE-065
- CE-085
- CE-090
- CE-123
- CE-138
- CE-151
- CE-152
- CE-153
- CE-156
- CE-162
- CE-163
- CE-166
- CE-168
- CE-176
- CE-178
- CE-179
- CE-183
- CE-187
- CE-189
- CE-192
- CE-216
- CE-232
- CE-240
- CE-241
- CE-243
- CE-251
- CE-253
- CE-257
- CE-261
- CE-263
- CE-265
- CE-266
- CE-269
- CE-273
- CE-275
- CE-277
- CE-282
- CE-284
- CE-286
- CE-288
- CE-290
- CE-292
- CE-293
- CE-311
- CE-313
- CE-321
- CE-323
- CE-327
- CE-329
- CE-341
- CE-346
- CE-348
- CE-350
- CE-351
- CE-352
- CE-354
- CE-356
- CE-358
- CE-359
- CE-362
- CE-363
- CE-364
- CE-366
- CE-368
- CE-371
- CE-375
- CE-377
- CE-380
- CE-384
- CE-385
- CE-386
- CE-388
- CE-390
- CE-393
- CE-397
- CE-422
- CE-423
- CE-426
- CE-428
- CE-433
- CE-434
- CE-438
- CE-440
- CE-444
- CE-445
- CE-450
- CE-452
- CE-453
- CE-454
- CE-455
- CE-456
- CE-463
- CE-467
- CE-469
- CE-471
- CE-481
- CE-489
- CE-492
- CE-494
- CE-496
- CE-501
- CE-502
- CE-503
- CE-504
- CE-505
- CE-506
- CE-507
- CE-508
- CE-509
- CE-510
- CE-511
- CE-512
- CE-513
- CE-514
- CE-515
- CE-516
- CE-517
- CE-518
- CE-519
- CE-520
- CE-521
- CE-522
- CE-523
- CE-524
- CE-525
- CE-526
- CE-527
- CE-528
- CE-529
- CE-530
- CE-531
- CE-532
- CE-533
- CE-534
- CE-535
- CE-536
- CE-537
- CE-538
- CE-539
- CE-540
- CE-541
- CE-542
- CE-543
- CE-544
- CE-545
- CE-546
- CE-547
- CE-548
- CE-549
- CE-550
- CE-551
- CE-552
- CE-553